# Cocoseae
Cocoseae Mart. o Cocoeae, és una tribu de palmeres (arecàcies), entre altres espècies hi pertany el cocoter. La seva característica principal és la presència de porus en l'endocarpi del fruit.

## Distribució
De distribució pantropical amb el centre al Nou Món però també representades al vell Món.

## Classificació
Cocoseae segons Dransfield et al. (2008) serien un grup monofilètic. La seva posició sistemàtica dins Arecoideae encara no està clara.
Aquesta tribu es divideix en tres subtribus. Bactridinae i Elaeidinae són grups germanes.

## SubtribuAttaleinae

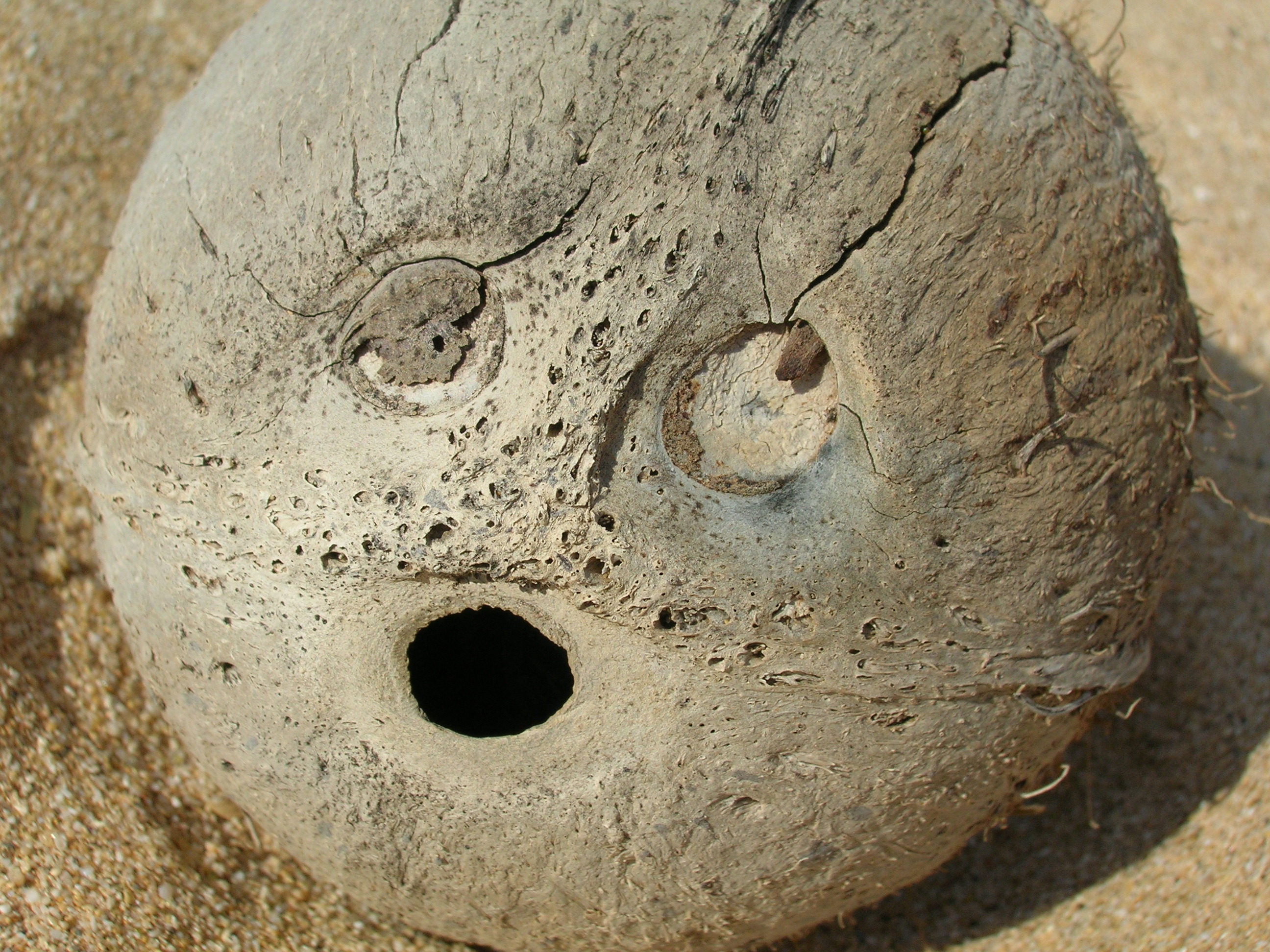
Els tres porus característics al fruit (cocoter)

- Beccariophoenix
- Jubaeopsis
- Voanioala
- Allagoptera
- Attalea
- Butia
- Coco
- Jubaea
- Lytocaryum
- Syagrus
- Parajubaea

## SubtribuBactridinae
- Acrocomia
- Astrocaryum
- Aiphanes
- Bactris
- Desmoncus

## SubtribuElaeidinae
- Barcella
- Elaeis